# Neocteniza sclateri
Neocteniza sclateri là một loài nhện trong họ Idiopidae.
Loài này thuộc chi Neocteniza. Neocteniza sclateri được Mary Agard Pocock miêu tả năm 1895.